# Embassament de l'Albagés
La presa de l'Albagés, a la vall del riu Set, s'ha projectat com una peça de regulació que emmagatzema els cabals procedents de l'embassament de Rialb a través del Canal Segarra-Garrigues, punt d'inici del canal. En un inici es va preveure que estigués en funcionament el setembre de 2013, però per culpa de retards en l'execució del projecte, encara no s'ha acabat, i s'esperava que estigués ultimat al 2017, sembla que al 2021 hauria d'estar conclòs. Tindrà una capacitat de prop de 80 hectòmetres cúbics, equiparable a la presa d'Oliana.
S'ha projectat com una presa de materials solts de 85 metres d'alçada sobre la llera i de 90 metres sobre els fonaments. La longitud de coronació serà de 763 metres i la seva amplada de 10 metres.
Aquesta aigua emmagatzemada donarà servei al futur regadiu del canal Segarra-Garrigues dels sectors 10, 11, 14 i 15. En total, prop de 9 mil hectàrees dels municipis de l'Albagés, Cervià de les Garrigues, la Pobla de Cérvoles, i Juncosa. A més, s'hi contemplen actuacions complementàries en camins i canonades, i el conjunt de l'obra es farà amb criteris mediambientals, com és el fet de fer servir terra compactada i no formigó per tancar la vall.